# 1,1,1,5-tetracloropentano
El 1,1,1,5-tetracloropentano es un compuesto orgánico de fórmula molecular C5H8Cl4. Es un haloalcano lineal de cinco carbonos con cuatro átomos de cloro: tres de ellos están unidos a uno de los carbonos terminales mientras que el cuarto átomo de cloro está unido al otro carbono terminal.

## Propiedades físicas y químicas
El 1,1,1,5-tetracloropentano tiene una densidad de 1,351 g/cm³. Hierve a 234 °C mientras que su punto de fusión es -2 °C (valor estimado).
El valor del logaritmo de su coeficiente de reparto, logP = 3,38, indica que es más soluble en disolventes apolares que en disolventes polares. Es prácticamente insoluble en agua.
Su punto de inflamabilidad es 95 °C, siendo este valor aproximado.

## Síntesis
El 1,1,1,5-tetracloropentano se sintetiza haciendo reaccionar tetraclorometano, agua y peróxido de benzoílo en un reactor a una temperatura de 60 °C - 100 °C, manteniéndose la presión en el rango 1200 - 1400 lb/in2 por inyección de etileno. Se obtienen, además de 1,1,1,5-tetracloropentano, 1,1,1,7-tetraclorheptano y 1,1,1,9-tetraclorononano.
Otra posible opción es usar como catalizador una combinación formada por un fosfito de alquilo, cloruro de hierro y un compuesto de nitrilo.

## Usos
A partir del 1,1,1,5-tetracloropentano se puede sintetizar ácido dodecanodioico, aminoalcoholes alifáticos y de aralquilo, y aminoácidos como prolina y ornitina.
La reducción de 1,1,1,5-tetracloropentano con diversos sistemas reductores da como resultado 1,1,5-tricloropentano como producto mayoritario.
A este respecto, el bromuro de etilmagnesio reduce el grupo triclorometilo del 1,1,1,5-tetracloropentano y conduce a la formación de 1,1,5-tricloropentano, etileno y 1,5,5,6,6,10-hexaclorodecano; si en este procedimiento se añade previamente cloruro de cobalto anhidro, se obtiene 1,5,6,10-tetraclorodeceno además de los dos cloroalcanos citados.
El uso de óxido de platino como agente reductor permite obtener 1,5,5,6,6,10-hexaclorodecano con un rendimiento del 48%.
El 1,1,1,5-tetracloropentano puede emplearse como acelerador de la vulcanización en la industria del caucho, en particular en el desarrollo de mezclas basadas en cauchos de uretano insaturados.